# Huiqi (köpinghuvudort i Kina, Heilongjiang Sheng, lat 47,06, long 126,67)
Huiqi (kinesiska: 惠七, 惠七满族镇) är en köpinghuvudort i Kina. Den ligger i provinsen Heilongjiang, i den nordöstra delen av landet, omkring 150 kilometer norr om provinshuvudstaden Harbin. Antalet invånare är 23 172. Befolkningen består av 11 449 kvinnor och 11 723 män. Barn under 15 år utgör 11,0 %, vuxna 15-64 år 81 %, och äldre över 65 år 7,0 %.
Runt Huiqi är det ganska tätbefolkat, med 199 invånare per kvadratkilometer. Närmaste större samhälle är Yongfu, 18,7 km väster om Huiqi. Trakten runt Huiqi består till största delen av jordbruksmark.
Genomsnittlig årsnederbörd är 913 millimeter. Den regnigaste månaden är juli, med i genomsnitt 286 mm nederbörd, och den torraste är januari, med 8 mm nederbörd.